# Night Visions (Imagine Dragons)

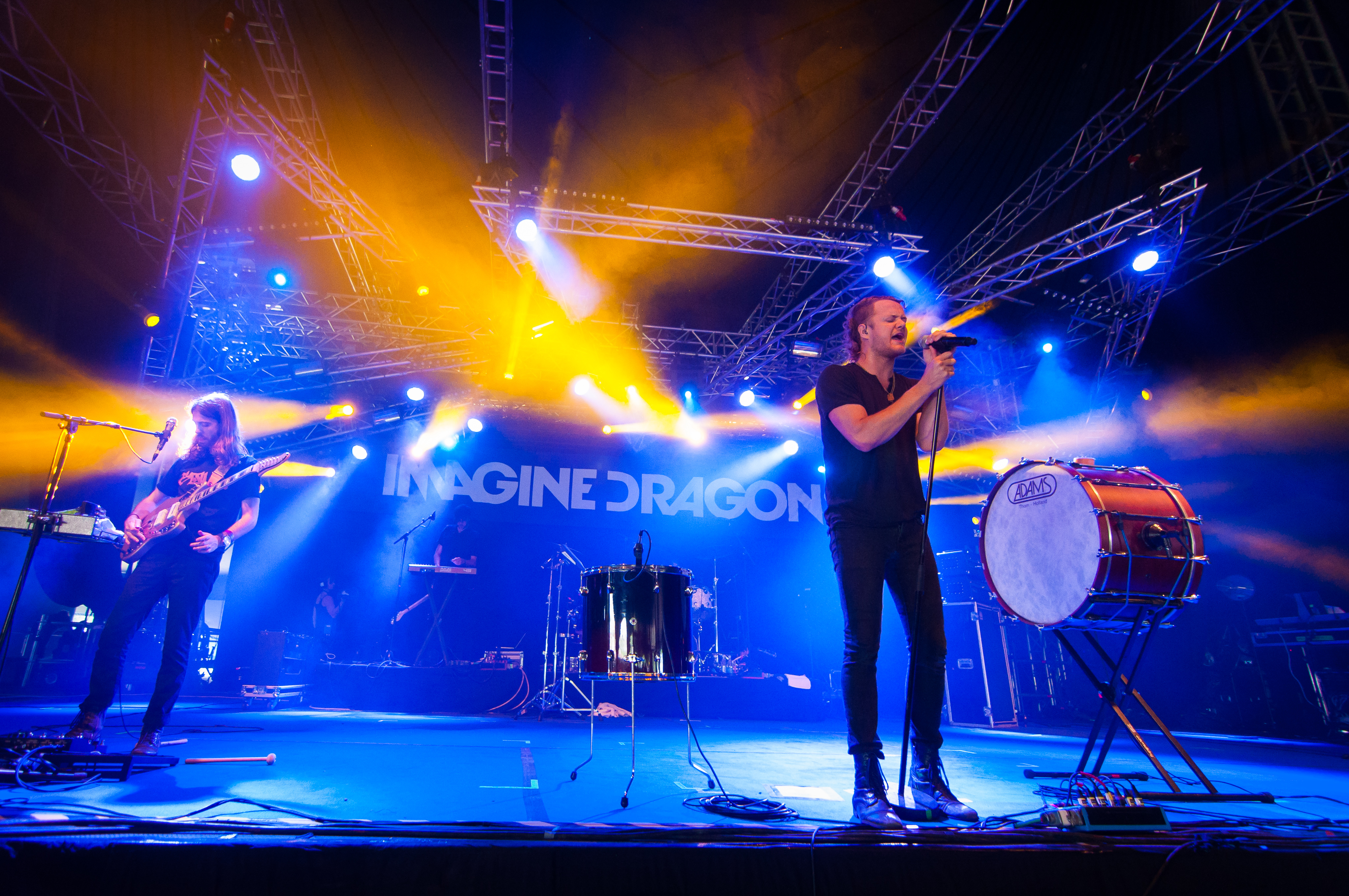
Imagine Dragons tijdens de Night Visions tour in 2013

Night Visions is het eerste studioalbum van de Amerikaanse band Imagine Dragons. Het album verscheen op 4 september 2012.

## Achtergrond
Voorafgaand aan het album hadden Imagine Dragons al drie EP's uitgebracht: Imagine Dragons, It's Time en de Continued Silence.  Zo waren zes nummers van het album al uitgebracht voor de release van het album Night Visions.
Voordat het album uitgebracht werd, trad Imagine Dragons verschillende keren op, waardoor Universal Records hen onderbracht op hun label Interscope. Het album Night Visions werd uitgebracht op 4 september 2012 in de Verenigde Staten. In Nederland werd het album pas vrijgegeven op 1 februari 2013. Op 19 april 2013 verscheen er ook nog een deluxe-editie. Het album kent vijf singles: It's Time uit 2012, Radioactive uit 2012, Hear Me uit 2012, Demons uit 2013 en On Top of The World uit 2013. Het nummer Amsterdam is uitgebracht als promotionele single 

## Tracklist
| Nr. | Titel                     | Opmerking | Duur |
| --- | ------------------------- | --------- | ---- |
| 1.  | Radioactive               |           | 3:06 |
| 2.  | Tiptoe                    |           | 3:13 |
| 3.  | It's Time                 |           | 3:57 |
| 4.  | Demons                    |           | 2:55 |
| 5.  | On Top of The World       |           | 3:09 |
| 6.  | Amsterdam                 |           | 4:01 |
| 7.  | Hear Me                   |           | 3:52 |
| 8.  | Every Night               |           | 3:35 |
| 9.  | Bleeding Out              |           | 3:41 |
| 10. | Underdog                  |           | 3:26 |
| 11. | Nothing left to say/Rocks |           | 8:56 |

Naast de standaardeditie werd ook een deluxe editie vrijgegeven met daarop 9 extra nummers. 

| Nr. | Titel                          | Opmerking | Duur |
| --- | ------------------------------ | --------- | ---- |
| 12. | Cha-Ching (Till We Grow Older) |           | 4:09 |
| 13. | Working Man                    |           | 3:55 |
| 14. | My Fault                       |           | 2:57 |
| 15. | Round and Round                |           | 3:17 |
| 16. | The River                      |           | 3:25 |
| 17. | America                        |           | 4:33 |
| 18. | Selene                         |           | 4:02 |
| 19. | Cover Up                       |           | 4:20 |
| 20. | I Don't Mind                   |           | 3:18 |

## Ontvangst
Het album stond tot juni 2024 maar liefst 221 weken in de Album Top 100, waarmee het iets achter lag op het album Evolve. De hoogste positie die het hier in behaalde was plek 3. In landen als Duitsland, Oostenrijk, Noorwegen en Portugal behaalde het album ook een top 10 plek.
In 2014 won het album Night Visions de Billboard Music Award  voor Top Rock Album.